# Kastell Olteni
Kastell Olteni war ein römisches Hilfstruppenlager auf dem Dorfgebiet von Olteni, Gemeinde Bodoc, Kreis Covasna in der rumänischen Region Siebenbürgen. Gemeinsam mit insgesamt 277 Stätten des Dakischen Limes wurde das Kastell Olteni 2024 zum UNESCO-Weltkulturerbe erhoben.

## Lage
Im heutigen Siedlungsbild liegt das Bodendenkmal am nördlichen Dorfrand von Olteni in der Flur „Vir“. Teilweise wurde es durch das 1827 errichtete Schloss Mikó überbaut. Wo es nicht beschädigt wurde heben sich die durch seine Wall entstandenen Bodenverformungen deutlich im Gelände ab. Topographisch befindet es sich auf einer aus der umgebenden Hügellandschaft gegen den Olt hervorspringenden Hochterrasse. In antiker Zeit oblag seiner Besatzung die Kontrolle des östlich gelegenen, aus dem Barbaricum heranführenden Tusnad-Passes.

## Archäologische Befunde
Bei den archäologischen Ausgrabungen, die in dem bereits seit Ende des 18./Anfang des 19. Jahrhunderts bekannten, römischen Fundbereich 1908, 1942, 1947, 1949, 1968 bis 1970 und zuletzt unter der Leitung von Zsolt Székely 1987/1988 durchgeführt wurden, konnte nur eine Steinbauphase ermittelt werden, auch wenn ein vorhergehendes Holz-Erde-Lager vermutet wird.
Das Steinkastell hatte einen annähernd rechteckigen Grundriss mit abgerundeten Ecken. Seine Achsen waren 100 m mal 140 m lang, was einer bebauten Grundfläche von 1,4 Hektar entspricht. Mit seinen Ecken war es in die vier Himmelsrichtungen ausgerichtet. Umwehrt wurde es von einer 1,10 m starke mächtigen Mauer in der Technik des Opus incertum. Die Ecken des Lagers waren nicht mit Türmen versehen, an der Ostseite wurde ein vorspringender Wehrturm mit einem quadratischen Grundriss von 3,50 m Seitenlänge festgestellt. Vor der Mauer verlief als Annäherungshindernis ein einfacher, 6,00 m breiter und 1,30 m bis 1,50 m tiefer Spitzgraben. Auf der Süd- und auf der Westseite konnten die Tore identifiziert werden. Das Tor an der Südseite war von leicht vorspringenden, rechteckigen Türmen mit einem Grundriss von jeweils 5,50 m mal 6,20 m flankiert. Auch das Westtor besaß rechteckige, jedoch stark vorspringende Tortürme. Im Kastellinneren wurde ein 13,50 m mal 18,90 m (= 255,15 m²) großes, beheizbares Gebäude freigelegt. Das relativ geringe Fundmaterial erlaubt keine gesicherten Aussagen über die Anfangs- und Enddatierung des Lagers. Möglicherweise wurde es bereits unter Hadrian (136–161) erbaut. Von der Kastellgröße und den gefundenen Ziegelstempeln her war das Kastell unbestritten zur Aufnahme einer Cohors quingenaria (480 Mann starke Infanterietruppe) konzipiert, die genaue Identifikation der in Olteni stationierten Einheit jedoch hat zu inzwischen sechzig Jahre andauernden, bislang unbeendeten Kontroversen in der Fachwelt geführt (siehe folgender Abschnitt).

## Ein Ziegelplattengrab und die Kontroversen um die Garnison von Olteni

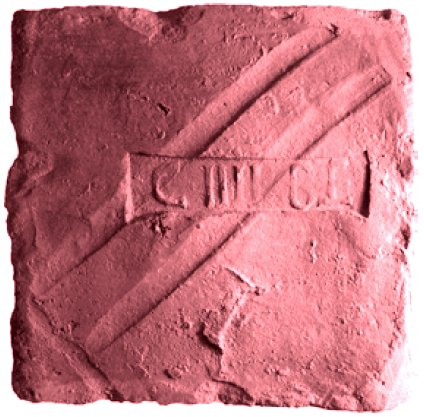
Ziegelstempel aus Olteni

Bereits 1955 hatte Zoltán Székely einen Brief vom 15. Dezember 1795 publiziert, in dem ein gewisser Miklós Gaáll aus Olteni den Gelehrten György Aranka aus Cluj über den Fund eines Ziegelstempels mit der Inschrift „C IIII B“ informierte, als 1957 am südlichen Rand des Dorfes ein römisches Ziegelplattengrab entdeckt wurde. Es handelte sich um ein westöstlich ausgerichtetes Körpergrab mit den Abmessungen von 180 cm mal 46 cm mal 51 cm, das die sterblichen Überreste einer etwa 30 bis 40 Jahre alten Frau enthielt, in deren Mund als Charonspfennig eine Bronzemünze der Faustina steckte, die sich auf das Jahr 141 datieren ließ. Die Ziegelplattenkonstruktion bestand aus zwei verschiedenen Backsteintypen sowie aus Bodenplatten und Tegulae Mammatae (Wandfliesen). Über 50 dieser Ziegel waren – in unterschiedlichen Erhaltungszuständen – mit dem Stempel „C IIII BE“ versehen. Székely hatte schon 1955 erwogen, der Schreiber des Briefes müsse einem Irrtum erlegen sein und den Stempel falsch gelesen haben (IIII statt II). Weiter hatte er gefolgert, dass es sich ergo bei der Garnison von Olteni um die Cohors II Flavia Bessorum handeln müsse, die man vom Kastell Cincșor (wo sie mit dem Stempel „C II FB“ belegt ist) nach Olteni verlegt habe. Nach der Entdeckung des Grabes schlug er dann gleich mehrere Lesevarianten vor, ohne eine davon explizit zu bevorzugen:
- C(ohors) IIII B(rittonum) E(quitata)
- C(ohors) IIII BE(ssorum)
- C(ohors) IIII B(e)T(avorum)

Nicolae Gostar wollte 1966 einen Punkt inmitten des Zahlwortes (also II.II) wahrgenommen haben und schlug die Lesung C(o)H(ors) II BE(ssorum) vor. Ioan I. Russo bevorzugte 1972 die Variante C(ohors) IIII BE(tavorum), nicht ohne darauf hinzuweisen, dass auch die Kombinationen BE+T für C(ohors) IIII B(e)T(asiorum) und BE+L für C(ohors) IIII BEL(garum) denkbar wären. Dumitru Protase schlug in einem Aufsatz über die in den germanischen Provinzen rekrutierten Auxiliartruppen 1973 die Varianten C(ohors) IIII BE(tavarum) und C(ohors) IIII B(a)T(avarum) vor, bemerkte aber in demselben Text das Fehlen dieser Einheiten in weiteren Inschriften und Militärdiplomen. 1983 schaltete sich Christian M. Vlădescu in einer Arbeit über das Heer in der Provinz Dacia inferior mit der Version C(ohors) IIII BE(tasiorum) in die Debatte ein und Constantin C. Petolescu schloss 2002, dass der Stempel C(ohors) IIII BE(ssorum) gelesen werden müsse. Zwischenzeitlich hatte sich Nicolae Gudea 2001 für die Lesung C(ohors) IIII BET(asiorum) entschieden. Ein Ende der Debatte scheint noch nicht absehbar, sie wurde 2011 von Zsigmond Lóránd Bordi und Radu Iustinian Zăgreanu in dem Aufsatz Auxilia from Olteni. Controversy and Interpretations kritisch zusammengefasst.

## Fundverbleib und Denkmalschutz
Die Ausgrabungsfunde wurden dem Muzeul Judecean Covasna (Kreismuseum Covasna) in Sfântu Gheorghe überlassen, aus dem das heutige Muzeului Naţional Secuiesc (Székely National Museum) hervorging.
Die gesamte archäologische Stätte und im Speziellen das Kastell stehen nach dem 2001 verabschiedeten Gesetz Nr. 422/2001 als historische Denkmäler unter Schutz und sind mit dem LMI-Code CV-I-s-A-13073 in der nationalen Liste der historischen Monumente (Lista Monumentelor Istorice) eingetragen. Zuständig ist das Ministerium für Kultur und nationales Erbe (Ministerul Culturii şi Patrimoniului Naţional), insbesondere das Generaldirektorat für nationales Kulturerbe, die Abteilung für bildende Kunst sowie die Nationale Kommission für historische Denkmäler sowie weitere, dem Ministerium untergeordnete Institutionen. Ungenehmigte Ausgrabungen sowie die Ausfuhr von antiken Gegenständen sind in Rumänien verboten.